# Шпитальный, Борис Гавриилович
Бори́с Гаврии́лович Шпита́льный (1902—1972) — советский оружейный конструктор. Герой Социалистического Труда. Лауреат двух Сталинских премий первой степени.

## Биография
Родился в Ростове-на-Дону 7 августа 1902 года в семье механика.
В 1908 году переехал в Москву, где окончил Комиссаровское техническое училище. После окончания школы в 1919 году пошёл работать помощником машиниста на железную дорогу. В 1921—1922 годах — механик на Мытищинском вагоностроительном заводе. С 1923 года работал в Тимирязевской сельскохозяйственной академии в лаборатории гидравлических установок и одновременно учился в Московском механическом институте по специальности авиационного машиностроения, который окончил в 1927 году. После — работал в Москве в Научном автомоторном институте (НАМИ).

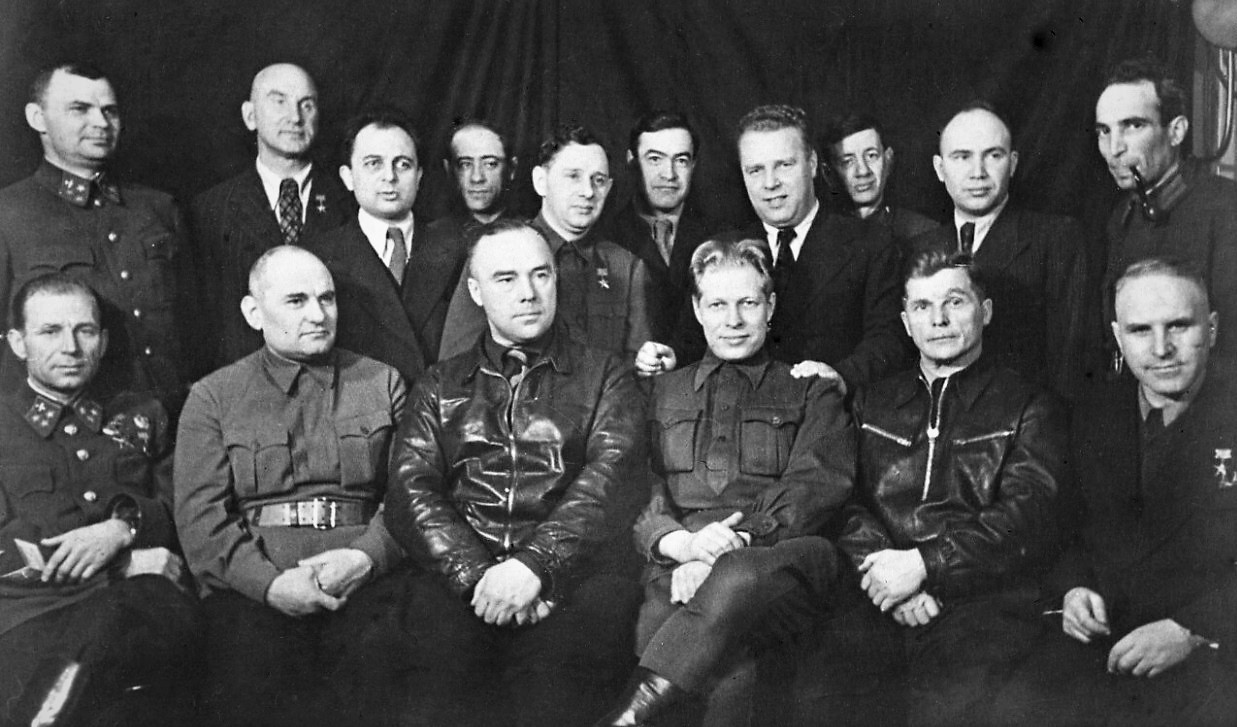
Работники оборонпрома в //редакции газеты «Правда». Шпитальный — в 1-м ряду справа. 1942

В 1934—1953 годах — начальник и главный конструктор опытного конструкторского бюро ОКБ-15 в Туле.
Член ВКП(б) с 1940 года.
28 октября 1940 года за выдающиеся области создания новых типов вооружения Б.Г. Шпитальному присвоено звание Героя Социалистического Труда.
В октябре 1941 года опубликована беседа с конструктором («Пушки идут в воздух») в газете «Вечерняя Москва».

### Пулемет ШКАС
В 1930 году создал 7,62 мм скорострельный авиационный пулемёт. В наладке технологического оборудования для серийного производства нового пулемета деятельное участие принял Иринарх Комарицкий. По настоянию Бориса Шпитального пулемет получил индекс ШКАС «Шпитального-Комарицкого Авиационный Скорострельный»
Пулемет ШКАС создавался в городе Тула в Конструкторском бюро, которым руководил Павел Третьяков.
В проектировании и отработке пулемета ШКАС также принимал участие конструктор Сергей Ярцев. Позже совместно с Александром Волковым он проектировал 23-мм авиационную пушку ВЯ-23 (Волкова-Ярцева), которая стала конкурентом пушки Шпитального Ш-23.
11 октября 1932 года Реввоенсовет СССР после успешных полигонных испытаний пулемета ШКАС принял постановление о его принятии на вооружение ВВС и серийном производстве.
С 1933 по 1940 год выпущено 110 000 пулеметов.
В 1934 году созданы турельная и крыльевая модификации ШКАС.
В 1934 году Борис Шпитальный возглавил оружейное Специальное опытно-конструкторское бюро №16.
Пулеметы ШКАС поступали на вооружение нескольких типов боевых самолетов ВВС в 1932-1945 годах.
Совершенствование авиационной техники с созданием цельнометаллической конструкции планера, защитой броневыми элементами кабины пилотов и наиболее важных узлов, увеличение скорости полета резко повысило живучесть самолетов в бою. Опыт боевых действий показал необходимость увеличения калибра пули и скорострельности авиационных пулеметов, а также оснащения самолетов малокалиберными скорострельными пушками. По тому же пути происходило совершенствование стрелковых и пушечных систем противовоздушной обороны.
В сложившихся условиях удачная конструкция 7,62 мм пулемета ШКАС должна была эволюционировать в сторону увеличения калибра, скорострельности и даже стать основой для создания малоколиберных авиационной и танковой пушки.

### Автоматическая зенитная пушка Шпитального
В 1935 году Постановлением Совета Труда и Обороны Борису Шпитальному и Заводу № 8 имени М.И. Калинина было поручено срочно разработать 37 мм автоматическую зенитную пушку. В 1936 году была изготовлена опытная серия из 20 орудий, установленных на автомобилях и в башне танка Т-26. Испытания зенитной пушки Шпитального показали ряд недостатков системы, в связи с чем на вооружение она не принималась.

### Пулемет УльтраШКАС
В рамках конкурса Б.Г. Шпитальный и И.А. Комарицкий 15 мая 1937 году представили новый скорострельный пулемет «УльтраШКАС», созданный на основе ШКАС. Его  скорострельность достигала 2 800-3 000 выстрелов в минуту. Однако в сравнении со ШКАС модифицированный УльтраШКАС обладал низкой надежностью с частыми отказами. Этот дефект так и не удалось устранить. УльтраШКАС выпускался малыми сериями до 1939 года.

### Механическая спарка МСШ
В 1935 - 1936 годах конструкторы ПКБ Тульского оружейного завода В. Полюбин и А. Троненков под руководством К. Руднева создали механическую спарку пулеметов ШКАС. Конструкция обеспечивала одновременную стрельбу двух пулеметов, чем достигалась скорострельность спарки до 3600−4000 выстрелов в минуту. Принцип действия заключался в использовании энергии пороховых газов, образующихся во время выстрела в одном пулемете, для ускорения возвратного движения частей второго пулемета. Совершенствуя конструкцию, удалось довести темп стрельбы спарки до 6000−6400 выстрелов в минуту.
В сентябре 1936 года спаренные пулеметы испытаны в воздухе и в июне 1937 года новой системе было присвоено наименование «Механическая спарка ШКАС (МСШ)». Механические спарки МСШ первоначально устанавливались в качестве носовой пулеметной установки на самолетах-бомбардировщиках и выпускались небольшими сериями.
Спаренный ШКАС МСШ также размещался на танках, бронепоездах и торпедных катерах Г-5 и Д-3.

### Пулемет ШВАК
В 1935 году Семен Владимиров, взяв за основу 7,62 мм пулемет Шпитального-Комарицкого, создал крупнокалиберный 12,7 мм пулемёт, получивший индекс «Шпитального-Владимирова Авиационный Крупнокалиберный» ШВАК.
В 1930-е годы Михаил Кнебельман, преподаватель эксплуатации авиационного вооружения Ленинградской военно-технической школы ВВС РККА, написал учебники по ремонту 7,62 мм авиационного скорострельного пулемета ШКАС и 12,7 мм авиационного пулемёта ШВАК.

### Пушка ШВАК
На основе пулемета ШВАК Семен Владимиров создал авиационную 20 мм пушку с сохранением индекса ШВАК.
Пулеметы и пушки ШВАК устанавливались на большинстве типов советских боевых самолётов. Пушка ШВАК стала наиболее массовой среди подобных систем, состоящих на вооружении боевой авиации   в годы Второй мировой войны.
В июле 1941 года на Горьковском автозаводе под руководством конструктора Николая Астрова в инициативном порядке был построен прототип легкого танка Т-60.
Наркому НКТП Вячеславу Малышеву танк понравился. Он предложил вооружить машину авиационной 20-мм автоматической пушкой ШВАК. В.А. Малышев организовал встречу Н. А. Астрова с конструкторами авиационного вооружения из ОКБ-15 и ОКБ-16. Н. А. Астров вспоминал, что ему пришлось уговаривать конструктора авиационного вооружения Бориса Шпитального разработать танковый вариант авиапушки ШВАК. Танковый вариант этого орудия установили на второй опытный образец танка, который был показан Верховному Главнокомандующему И. В. Сталину. Конструкция Т-60 с модифицированной пушкой ШВАК была рекомендована к производству. В кратчайшие сроки испытания танка были завершены, и Постановлением Государственного комитета обороны машина была принята на вооружение.
Танковая модификация пушки ШВАК проходила доработку до декабря 1941 года в ОКБ-16 под руководством Александра Нудельмана и  официально её приняли на вооружение под обозначением ТНШ (или ТНШ-1 — танковая Нудельмана — Шпитального).

### Пушка ТНШ
Для нужд танковой промышленности пушка Шпитального-Владимирова подверглась глубокой модернизации, которую осуществил Александр Нудельман.
В 1941-1942 годах мотор-пушка ШВАК с некоторыми изменениями устанавливалась на легких танках Т-30 вместо 12,7 мм пулемёта ДШК, что позволило увеличить мощность огня и дало возможность эффективно поражать легко- и среднебронированные цели: подкалиберный снаряд танковой пушки ШВАК пробивал броню до 35 мм.
Вариант пушки ШВАК-20 под индексом ШВАК-танковая, ТНШ-20,  ТНШ-1, или ТНШ «танковая Нудельмана — Шпитального» серийно устанавливалась на лёгких танках Т-60.
Позже на танк Т-60 предполагалось устанавливать усовершенствованную пушку ТНШ-2, но ее конструкция оказалась неудачной и пушка на вооружение не поступила.
Основой конструкции ТНШ стала авиационная крыльевая пушка ШВАК; от мотор-пушки заимствован ствол, от турельной — тяга перезаряжания, заново созданы спусковой механизм, прицел и затыльник.
Пушки ТНШ имела ствол длиной 82,4 калибра. Максимальная дальность стрельбы прямой наводкой достигала 2 км. Пушкой было оснащено несколько сот танков Т-60.
Пушка ТНШ в порядке эксперимента также устанавливалась на плавающем танке Т-38. Опытный образец танка получил индекс Т-38Ш. В процессе испытаний пушка ТНШ вышла из строя и испытания танка прекратились.

### Авиационные пушки Ш-20 и Ш-23
В 1942—1943 годах Шпитальный в ОКБ-15 работал над созданием авиационной пушки Ш-20 для замены пушки ШВАК-20. Имея меньший темп стрельбы — 659 выстрелов в минуту против 700—1000 у конкурентов, пушка превосходила в весе аналогичные проекты: Б-20 конструкции Михаила Березина и В-20 конструкции Семена Владимирова.
После испытаний авиационная пушка Шпитального Ш-20 была рекомендована к вооружению. Предполагалась установка Ш-20 на штурмовик Ил-2, тяжелый истребитель Ил-1, а также на штурмовики Ил-6 и Ил-10. Шпитального обязали повысить темп стрельбы, при этом условии пушка могла быть принята на вооружение.
Доводка и постановка в серию пушки Ш-20 столкнулись с определенными трудностями. Взамен пушки Шпитального на вооружение была принята более скорострельная пушка Березина Б-20. Работы по Ш-20 были прекращены.
Позже на базе Ш-20 с заменой ствола Шпитальный создал авиационную пушку Ш-23, которую предполагалось устанавливать на самолеты Ту-4 и опытный бомбардировщик «150».
5 июня 1944 года директор ОКБ-15 Борис Шпитальный написал письмо № 381с наркому авиационной промышленности Шахурину, в котором сообщил о создании новой авиационной пушки Ш-23 и предложил ее к вооружению пушечных самолётов. Однако Ш-23 не удовлетворяла военных и на вооружение ВВС не поступила.

### Авиационные пушки 37 мм и 45 мм
С конца 1930-х и в 1940-е годы Б. Шпитальный занимался разработкой авиационных пушек калибра 37 мм и 45 мм, которые получили обозначение Ш-37 и Ш-45.
В 1938 году в Ташкенте на авиационном заводе № 84 коллектив конструкторов под руководством Николая Поликарпова построил прототип двухмоторного самолета-штурмовика ВИТ-2 —
«Воздушный истребитель танков второй», в крыльях которого устанавливались две пушки Шпитального Ш-37. Самолет серийно не производился.
На оружейном Заводе № 74 в Ижевске 1941 году было произведено 40 пушек Ш-37 и в 1942 году — еще 196 штук. Впоследствии, без остановки производства, была заменена более совершенным изделием НС-37 конструкции Нудельмана-Суранова. 
В 1941 году 37-мм пушка Шпитального устанавливалась на истребитель ЛаГГ-3.
На истребители Як-7 устанавливалась модификация: пушка МПШ-37 — Мотор-Пушка Шпитального калибра 37 мм; самолёт получил индекс Як-7-37.
Штурмовики Ильюшина Ил-2 вооружались модификацией под индексом пушка ШФК-37 — Шпитального Фюзеляжно-Крыльевая калибра 37 мм, которая размещалась в контейнерах под крылом. 9 штурмовиков Ил-2 ШФК-37 принимали участие в боевых действиях 688-го штурмового авиационного полка с 27 декабря 1942 года по 23 января 1943 года под Сталинградом при уничтожении немецкой окружённой группировки.
1 сентября 1942 года на полигоне под Москвой в присутствии наркома боеприпасов Бориса Ванникова прошли сравнительные испытания пушки ОКБ-15 Ш-37 и новой 37 мм пушки ОКБ-16 НС-37. Отстрел пушек производился с самолетов ЛаГГ-3. В трех сериях стрельбы Ш-37 трижды отказала, в то время как отстрел НС-37 прошел без отказов. По результатам испытаний было принято решение Ш-37 снять с производства с одновременным запуском в серию авиационной пушки Нудельмана-Суранова НС-37.
В июле 1943 года Государственный комитет обороны предложил на конкурсной основе ОКБ-15 Бориса Шпитального и ОКБ-16 Александра Нудельмана создать авиационную пушку калибра 45 мм.
ОКБ-15 создало прототип Ш-45 на основе конструкции уже имевшейся пушки Ш-37. Пушка Шпитального Ш-45 проходила испытания на истребителе ЛаГГ-3, которые были признаны неудовлетворительными. Авиационная пушка Ш-45 обладала низкой надежностью, работы по ее совершенствованию не привели к успеху.
Конкурентами пушек Шпитального были принятые на вооружение ВВС авиационные пушки конструкторов Александра Нудельмана и Александра Суранова
НС-37 и НС-45, созданные в ОКБ-16.

### Авиационная пушка 57 мм
В 1944 году в ОКБ-15 начались работы над созданием скорострельной авиационной пушки большой мощности Ш-57 калибра 57 мм. Под новую пушку предполагалось использование нескольких типов снарядов различного назначения. Пушка Шпитального Ш-57 проходила испытания, но до серийного образца конструкция не была доведена.
В ОКБ-16 под руководством Нудельмана также была создана 57 мм авиационная пушка Н-57, выпущеная малой серией. Пушкой Н-57 первоначально были вооружены истребители МиГ-9, но их эксплуатация оказалась неудовлетворительной и пушку сняли с вооружения.

### Преподавательская деятельность
В 1949 стал профессором. С 1953 года — профессор Московского института инженеров геодезии, аэрофотосъемки и картографии.
В 1956 году был избран заведующим кафедрой технических дисциплин, а затем заведующим кафедрой технологии важнейших отраслей промышленности Всероссийского заочного финансово-экономического института (ВЗФЭИ, ныне Финансовый университет при Правительстве Российской Федерации). В 1968 году в связи с упразднением кафедры был переведён на должность профессора кафедры экономики промышленности, где работал до 1969 года.
Умер 6 февраля 1972 года. Похоронен в Москве в колумбарии Новодевичьего кладбища.

## Награды

Плита колумбария Шпитального на Новодевичьем кладбище Москвы.

- Герой Социалистического Труда (28 октября 1940)
- Сталинская премия I степени (14 марта 1941) — за разработку новых типов авиавооружения
- Сталинская премия I степени (10 апреля 1942) — за изобретение нового типа авиавооружения
- два ордена Ленина (28 октября 1940)
- орден Кутузова I степени (16 сентября 1945)
- орден Суворова II степени (18 ноября 1944)[12]
- два ордена Трудового Красного Знамени
- орден Красной Звезды
- медали